# Distretto di Zaouiet Kounta
Il distretto di Zaouiet Kounta è un distretto della provincia di Adrar, in Algeria, con capoluogo Zaouiet Kounta.

## Comuni
Il Distretto di Zaouiet Kounta comprende 2 comuni:
- In Zghmir
- Zaouiet Kounta